# Jesús Guisa y Azevedo
Jesús Guisa y Azevedo (Salvatierra, Guanajuato, 15 de octubre de 1899 - Ciudad de México, 30 de septiembre de 1986), fue un articulista, escritor, catedrático y académico mexicano.

## Semblanza biográfica
Realizó sus primeros estudios en el Seminario de Morelia, viajó a Bélgica para realizar sus estudios de licenciatura y un doctorado de Filosofía en la Universidad Católica de Lovaina, los cuales concluyó en 1923. Después de radicar dos años en España, viajó a la Ciudad de México en donde redactó artículos periodísticos para los periódicos Excélsior y El Universal, los cuales seguían una línea contraria a la posición del gobierno del presidente  Plutarco Elías Calles en la disputa entre la Iglesia católica y el Estado. Guisa y Azevedo, al igual que Victoriano Salado Álvarez y José Elguero apoyaron mediante sus publicaciones a los cristeros, por tal motivo, el presidente Calles censuró a Excélsior y ordenó la deportación a los Estados Unidos de los tres periodistas.
Años más tarde, terminado el conflicto de la Guerra Cristera, Guisa y Azevedo regresó a México. En 1934 impartió clases de filosofía tomista en la Universidad Nacional Autónoma de México por invitación de Antonio Caso. Sin embargo, en 1934 se propuso una modificación al artículo 3° constitucional que establecía una educación socialista, la polémica llegó a la prensa, mientras que por una parte los intelectuales defendían la libertad de cátedra, el presidente Lázaro Cárdenas del Río declaró que la Universidad se debía ajustar a lo establecido en la Constitución y que para ello se debería elaborar una Ley Orgánica. La amenaza no llegó a cumplirse, pero Guisa y Azevedo, al igual que otros profesores, renunció públicamente ante la amenaza de la libertad de cátedra. Fue enemigo declarado del cardenismo principalmente por el tema de la educación, pues consideraba que el Estado no podía monopolizarla.
Fue fundador de la editorial Polis en 1936, de la revista Lectura y de la librería Taberna Literaria. A pesar de ser de ideología de ultraderecha, llegó a ser amigo de Diego Rivera y David Alfaro Siqueiros, pero siempre realizó una lucha acerba contra todo lo que significaba izquierda.  Simpatizó con el franquismo, en 1939, en su obra Doctrina política de la reacción, nuevamente se manifestó como antisocialista al referirse al triunfo de Francisco Franco sobre ‘los rojos’: «Triunfó la civilización y este triunfo viene a probar la bondad y la eficacia del hombre, su instinto de salvación, su deseo de vida».  Durante la Segunda Guerra Mundial opinó que «era un vil farsa la oposición que Hitler gritaba contra el comunismo. Porque comunismo y hitlerismo son la misma cosa. La diferencia estriba en que los alemanes son bárbaros y en que los rusos son salvajes».
Fue miembro fundador del Partido Acción Nacional, pero renunció a su militancia en la década de 1960: «Acción Nacional practica un oportunismo que ha degradado, postrado y arruinado todo intento patriótico de oposición [..] Declara no ser de izquierda, ni de derecha, ni del centro, y rechaza, con aspavientos ruidosos, cualquier continuidad histórica».
Colaboró para el periódico Novedades publicando sus artículos hasta 1956. Fue nombrado miembro de número de la Academia Mexicana de la Lengua, a la cual ingresó el 31 de octubre de 1956, ocupó la silla I.  Se retiró de la Academia en 1980 cuando propuso el ingreso de un escritor pero a quien otros miembros rechazaron. Murió en la Ciudad de México el 30 de septiembre de 1986.

## Obras publicadas
- El tomismo de Balmes en su tratado de la certeza, en 1924.
- Lovaina, de donde vengo..., en 1937.
- Doctrina política de la reacción, en 1941.
- Hispanidad y germanismo, en 1946.
- El cardenal Mercier o la conciencia occidental", en 1952.
- Los católicos y la política, en 1952.
- Estado y ciudadanía, en 1957.
- Me lo dijo Vasconcelos, en 1965.
- Acción Nacional es un equívoco histórico, en 1966.
- Elogio del vino, en 1971.
- Muerte y resurrección de México, en 1978.
- Don Quijote y Sancho, en 1984.